# James Nance
James  J. Nance (Ironton, 19 febbraio 1900 – Chagrin Falls, 21 luglio 1984) è stato un imprenditore statunitense. Fu anche dirigente nell'ambito automobilistico.
Nance nacque nel 1900 a Ironton, nell'Ohio, da George W. Nance e Florence Van Horne. Dopo aver espletato il servizio militare durante la prima guerra mondiale, Nance si laureò all'Università Wesleyana dell'Ohio nel 1923; frequentò anche l'Università statale dell'Ohio per un corso post laurea.

## La carriera
Nance iniziò la sua carriera professionale alla NCR Corporation nel 1924, e vi restò fino al 1927, quando cominciò a lavorare per la General Motors, divisione Frigidaire. Nel 1940 lasciò la Frigidaire per diventare il vicepresidente della Zenith Radio Corporation di Chicago. Nel 1945 fu nominato amministratore delegato della Hotpoint, e vi rimase fino a quando si trasferì alla Packard nel 1952, ricoprendo lo stesso ruolo.
Quando era alla guida della Packard, Nance spinse per separare la gamma della Packard Clipper, di livello più basso, dalla gamma Senior della Packard, e di creare un marchio a parte, la Clipper, appositamente dedicato ad essa.  Nance spinse anche per sviluppare il primo V8 della Casa automobilistica statunitense, e l'Ultramatic, un tipo di cambio automatico.
Nel 1954 Nance aiutò a coordinare la fusione tra la Studebaker e la Packard, creando la Studebaker-Packard Corporation. Mentre l'accorpamento sembrava fare gli interessi di entrambe le Case automobilistiche, la Studebaker non riuscì a fornire alla Packard un resoconto delle sue reali condizioni economiche, molto precarie, mettendo a rischio la posizione di entrambi i costruttori.
Nance ebbe discussioni informali con George Walter Mason, della Nash-Kelvinator, che erano incentrate su una potenziale fusione delle case automobilistiche statunitensi indipendenti in un'unica società. Nessun rapporto formale ebbe luogo, ed ogni speranza per un eventuale prosieguo fu interrotta nell'ottobre del 1954 dalla morte di Mason.
Nance lasciò la Studebaker-Packard Corporation nel 1956 quando la compagnia fu sull'orlo dell'insolvenza, ma non prima di aver organizzato un piano di salvataggio con la Curtiss-Wright, azienda costruttrice di aeroplani.
Dopo il ruolo ricoperto alla Studebaker-Packard, Nance fu nominato vicepresidente della Mercury-Edsel-Lincoln, divisione della Ford, ma si dimise sotto la pressione dei vertici dell'azienda nel 1959, poiché la Edsel non ottenne consensi commerciali.
Lasciò il campo automobilistico dopo la sua precedente occupazione con la Ford, e divenne presidente e amministratore delegato della Central National Bank di Cleveland nel 1960, e successivamente presidente del consiglio di amministrazione della stessa nel 1962. Dopo il ritiro dalla Central National, Nance stabilì la sua società di consulenza a Cleveland.

## Gli incarichi dopo la sua carriera
Nel 1964 Nance fu nominato presidente del consiglio di amministrazione della Cleveland State University, posizione che mantenne fino al 1970. L'università diede il nome al proprio Business College in onore a Nance, oltre alla propria biblioteca
Oltre al suo ruolo alla Cleveland State University, Nance diventò amministratore fiduciario dell'Università del Northwestern, dell'Università Wesleyana dell'Ohio, dell'University Hospitals of Cleveland e consociato della Case Western Reserve University.

## Vita personale
Nance si sposò con Laura Battelle nel 1925; la coppia ebbe due figli. Dopo il ritiro dall'attività lavorativa, Nance stabilì la propria residenza a Chagrin Fall, nell'Ohio. La signora Nance precedette suo marito nella morte. James J. Nance morì nel luglio del 1984.